# I, the Mask
I, the Mask — тринадцатый студийный альбом шведской метал-группы In Flames, выпущенный 1 марта 2019 года. Это первый релиз группы со времен Whoracle (1997) без давнего басиста группы Петера Иверса и последний, в котором Джо Рикард играл на ударных. Это дебютный альбом басиста Брайса Пола и барабанщика Таннера Уэйна.
Преображённая чиптюн-версия альбома (выполненная Сэмом Брауном) была выпущена в марте 2020 года на лейбле Better Noise Music в ознаменование первой годовщины альбома.
Loudwire назвали его одним из 50 лучших металл-альбомов 2019 года.

## Список композиций
Слова и музыка всех песен — Андерс Фриден, Бьорн Гелотте и Говард Бенсон, за исключением «In This Life» (написанной Фриденом, Гелотте, Бенсоном, Шон Боу и Ленни Скольник).
| №                   | Название              | Длительность |
| ------------------- | --------------------- | ------------ |
| 1.                  | «Voices»              | 4:47         |
| 2.                  | «I, the Mask»         | 3:41         |
| 3.                  | «Call My Name»        | 3:33         |
| 4.                  | «I Am Above»          | 3:49         |
| 5.                  | «Follow Me»           | 4:55         |
| 6.                  | «(This Is Our) House» | 4:18         |
| 7.                  | «We Will Remember»    | 4:04         |
| 8.                  | «In This Life»        | 3:52         |
| 9.                  | «Burn»                | 3:43         |
| 10.                 | «Deep Inside»         | 4:21         |
| 11.                 | «All the Pain»        | 4:29         |
| 12.                 | «Stay with Me»        | 5:16         |
| Общая длительность: | Общая длительность:   | 50:48        |

| №                   | Название            | Длительность |
| ------------------- | ------------------- | ------------ |
| 13.                 | «Not Alone»         | 4:04         |
| Общая длительность: | Общая длительность: | 55:00        |

## Участники записи
In Flames
- Андерс Фриден — вокал
- Бьорн Гелотте — соло-гитара
- Никлас Энгелин — ритм-гитара
- Брайс Пол — бас-гитара
- Таннер Уэйн — ударные (на «(This Is Our) House»)

Приглашённые музыканты
- Джо Рикард — ударные (все песни, за исключением «(This Is Our) House»)
- Орьян Орнклоо — программирование
- Говард Бенсон — клавишные (дополнительно)

Производственный персонал
- Говард Бенсон — продюсирование
- Майк Плотникофф — запись
- Тревор Дитрих — звукоинженер (дополнительно)
- Зак Дарф — звукоинженер (дополнительно)
- Хацукадзу «Хэтч» Инагаки — запись
- Крис Лорд-Элдж — сведение
- Тед Дженсен — мастеринг
- Блейк Армстронг — обложка

## Чарты
| Чарт (2019)                         | Высшая позиция |
| ----------------------------------- | -------------- |
| Австралия (ARIA)                    | 48             |
| Австрия (Ö3 Austria)                | 1              |
| Бельгия/Фландрия (Ultratop)         | 17             |
| Бельгия/Валлония (Ultratop)         | 34             |
| Канада (Canadian Albums Chart)      | 35             |
| Нидерланды (Album Top 100)          | 84             |
| Финляндия (Suomen virallinen lista) | 4              |
| Франция (SNEP)                      | 41             |
| Германия (Offizielle Top 100)       | 2              |
| Венгрия (MAHASZ)                    | 21             |
| Норвегия (VG-lista)                 | 9              |
| Шотландия (Scottish Albums Chart)   | 15             |
| Испания (PROMUSICAE)                | 32             |
| Швеция (Sverigetopplistan)          | 1              |
| Великобритания (UK Albums Chart)    | 66             |
| США (Billboard 200)                 | 121            |